# LEGO Star Wars III The Clone Wars
LEGO Star Wars 3: The Clone Wars is het vierde Lego-videospel in de Lego Star Wars-reeks. Het spel is het vervolg van LEGO Star Wars: The Complete Saga en werd ontwikkeld door Traveller's Tales en uitgegeven door LucasArts en TT Games. Het spel kan gespeeld worden voor de PlayStation 3, PlayStation Portable, Xbox 360, Nintendo Wii, Nintendo DS en Microsoft Windows. Het spel kwam in maart 2011 in de schappen te liggen. Het spel werkt net als de vorige computerspellen in deze serie. Een of twee spelers kunnen van team wisselen en moeten elk level vechten, puzzels oplossen om voortgang te boeken tussen de verschillende levels. De game-engine van de serie moest worden bijgewerkt zodat meer dan 200 personages tegelijkertijd op het scherm bewogen konden worden.

## Ontvangst
| Beoordeeld door        | Platform      | Datum            | Score |
| ---------------------- | ------------- | ---------------- | ----- |
| Inside Mac Games (IMG) | Macintosh     | 23 december 2011 | 95%   |
| God is a Geek          | Xbox 360      | 8 april 2011     | 90%   |
| PC Gameplay (Benelux)  | Xbox 360      | 30 maart 2011    | 85%   |
| NintendoWorldReport    | Wii           | 10 april 2011    | 85%   |
| Brash Games            | Xbox 360      | 30 maart 2011    | 80%   |
| Calm Down Tom          | PlayStation 3 | 31 maart 2011    | 80%   |
| IGN                    | Wii           | 22 maart 2011    | 70%   |
| Cheat Happens          | Windows       | 29 maart 2011    | 70%   |
| Jeuxvideo.com          | Xbox 360      | 23 maart 2011    | 65%   |
| Appletell              | Macintosh     | 6 januari 2012   | 40%   |